# Crocopteryx
Crocopteryx là một chi bướm đêm thuộc họ Geometridae.